# Ramón de la Fuente (football)
Pour les articles homonymes, voir De la Fuente.
Pour le dessinateur et scénariste espagnol, voir Ramón de la Fuente.
Ramón de la Fuente Leal (né le 31 décembre 1907 à Bilbao au Pays basque et mort le 15 septembre 1973 à Madrid) fut un joueur et entraîneur de football espagnol.

## Biographie
Ramón de la Fuente Leal joue durant sa carrière dans 3 clubs différents de 1923 à 1936. Il commence au Barakaldo CF de 1923 à 1926, puis à l'Athletic Bilbao de 1926 à 1934, et enfin à l'Atlético Madrid de 1934 à 1936.
Au niveau international, il participe avec l'équipe d'Espagne à la coupe du monde 1934 en Italie.